# Svatý Šebestián
Svatý Šebestián (* Milán nebo Narbonne; † okolo 288, Řím) byl římský voják a křesťanský mučedník.

## Ze života
Jeho otec byl úředníkem v Narbonně, jeho matka pocházela z Milána, není jisté v kterém z těchto měst se narodil.
Své mládí strávil v Miláně a kvůli svému dobrému chování se stal důstojníkem tělesné stráže císaře Diokleciána a Maximiana.
Podle legendy se Šebestián, kapitán pretoriánské gardy na císařském dvoře, otevřeně hlásil ke křesťanství a pomáhal chudým křesťanům. Proto ho císař Dioklecián odsoudil k smrti. Tento trest provedli numidští lukostřelci. Ti se domnívali, že Šebestián je již mrtvý, a nechali ho tam ležet. Ale Šebestián mrtvý nebyl a byl nalezen vdovou svatou Irenou. Ta zjistila, že ještě žije, a starala se o něj, dokud se neuzdravil. Šebestián se pak vrátil k Diokleciánovi, aby ho přivedl ke křesťanství. Ten se však rozlítil a přikázal ho v cirku umlátit kyji. Jeho tělo bylo vhozeno do Cloaca maxima, městské stoky. Křesťané pak tělo nalezli, protože jim bylo ukázáno ve snu. Potom Šebestiána pohřbili v katakombách za hradbami. Nad jeho hrobem byla zbudována trojlodní římská bazilika San Sebastiano fuori le mura, která patří dodnes mezi pět nejvýznamnějších poutních bazilik města Říma.

## Úcta a patronát

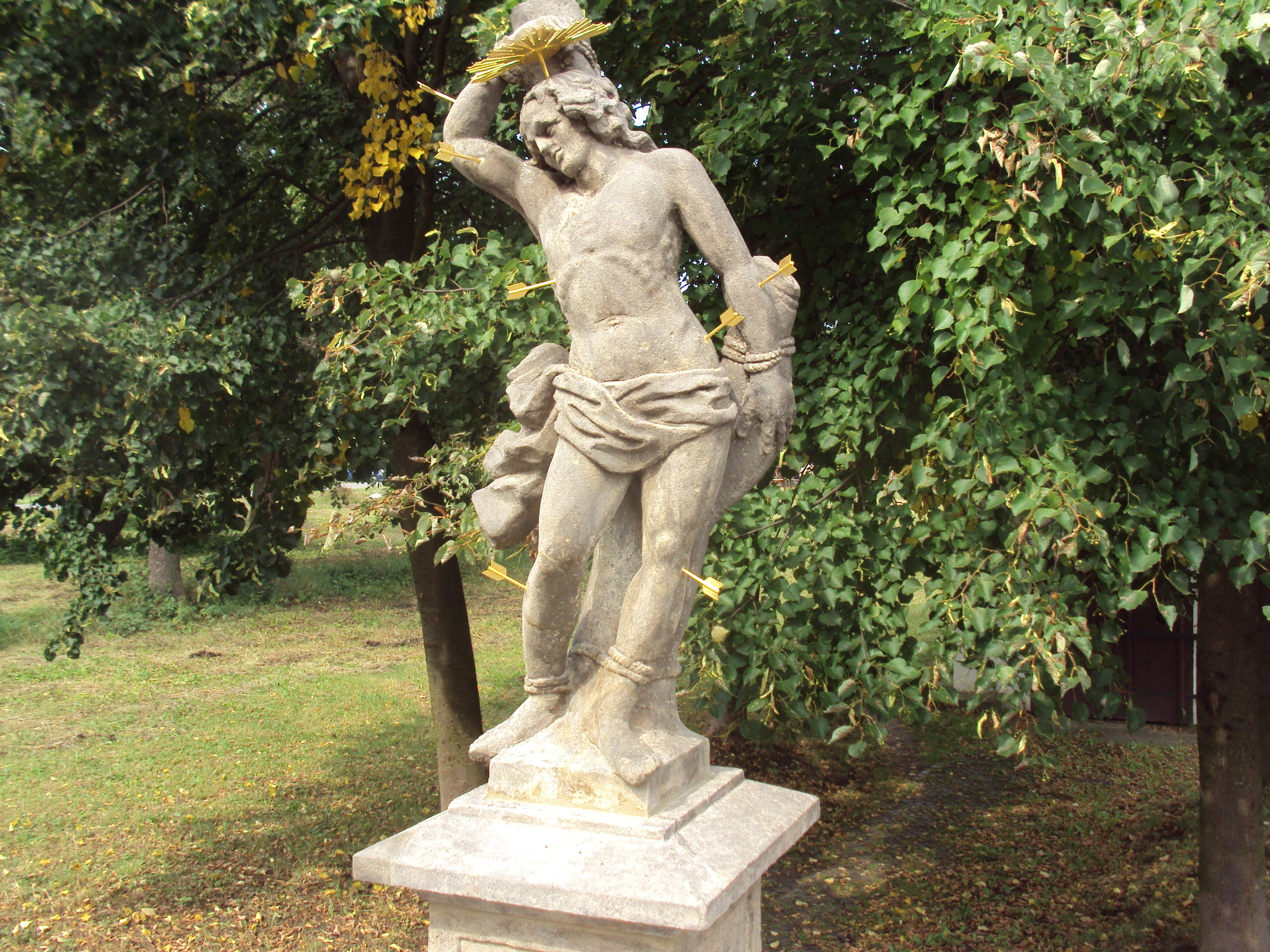
Socha sv. Šebestiána v Zákupech, Mostecká ulice

Po svatořečení začal být uctíván jako patron atlétú, vojáků, střelců, hrnčířů, kartáčníků a obchodníků s kovovým zbožím.
Jeho svátek 20. ledna připadl na výročí svatého Fabiána papeže a od 11. století byli uctívání ve dvojici. Ve skupině svatých pomocníků je spolupatronem svatého Rocha proti moru. Často se objevují na barokních morových sloupech.
Nejstarší svatošebestiánský chrám v českých zemích je původem románský, v klasicismu přestavěný kostel svatých Fabiána a Šebestiána v Praze 6, založený roku 992 a spravovaný břevnovskými benediktiny. Další byl vystavěn například v Zákupech, kde kromě kostela svatého Fabiána a Šebestiána najdeme i několik soch. Samotný sv. Šebestián je například patronem poutního kostela sv. Šebestiána na Svatém kopečku (Tanzberg) nad Mikulovem.